# La Couronne de Petria
Pour plus de détails, voir Fiche technique et Distribution.
La Couronne de Petria (Petrijin venac) est un film yougoslave réalisé par Srđan Karanović, sorti en 1980.
C'est l'adaptation du roman du même nom de Dragoslav Mihailović.

## Synopsis
Le film raconte l'histoire d'une paysanne illettrée, avant, pendant et après la seconde guerre mondiale, et ses relations avec trois hommes qu'elle aime.

## Fiche technique
- Titre original : Petrijin venac
- Titre français : La Couronne de Petria
- Réalisation : Srđan Karanović
- Scénario : Rajko Grlic et Srđan Karanović d'après le roman de Dragoslav Mihailović
- Costumes : Sasha Kuljaca
- Photographie : Tomislav Pinter (hr)
- Montage : Branka Ceperac
- Musique : Zoran Simjanović
- Pays d'origine : Yougoslavie
- Format : Couleurs - 35 mm - 2,35:1 - Mono
- Genre : drame, guerre, romance
- Durée : 99 minutes
- Date de sortie :
  - Yougoslavie : 22 février 1980

## Distribution
- Mirjana Karanović : Petria
- Dragan Maksimović : Misa
- Pavle Vujisić : Ljubisa
- Marko Nikolić : Dobrivoje
- Olivera Marković : Vlajna Ana
- Veljko Mandić : Kamence
- Ljiljana Krstić : Vela Bugarka

## Distinctions

### Récompenses
- Festival du film de Pula 1980 : Grande Arène d'or du meilleur film et meilleure actrice pour Mirjana Karanović